# Barycnemis gracillima
Barycnemis gracillima là một loài tò vò trong họ Ichneumonidae.